# ایونکا سورویلا
ایوُنکا سورویلا (بلاروسی: Івонка Сурвілла؛ زادهٔ ۱۱ آوریل ۱۹۳۶) سیاستمدار اهل بلاروس و کانادا است و همچنین رئیس دولت در تبعید «رادای جمهوری دموکراتیک بلاروس»، یک دولت در تبعید بلاروسی است.

## اوایل زندگی
ایونکا سورویلا به نام اصلی ایوونکا شیمانیتس در شهر استووبتسی که در آن زمان بخشی از جمهوری دوم لهستان (بلاروس غربی) بود به دنیا آمد. پدرش اولادزیمیر شیمانیتس یک مهندس و مادرش اِوِلینا شیمانیتس (نام خانوادگی دوشیزگی پاشکیویچ) نام داشتند.
در سال ۱۹۴۰، پس از الحاق بلاروس غربی به اتحاد جماهیر شوروی، اولادزیمیر شیمانیتس توسط شوروی دستگیر و به پنج سال زندان در گولاگ محکوم شد. او در جریان تهاجم آلمان به اتحاد جماهیر شوروی توانست فرار کند.
در سال ۱۹۴۴ خانواده از طریق پروس خاوری به همراه هزاران پناهنده دیگر به غرب گریختند و در نهایت به کشور دانمارک رسیدند و در آنجا برای چندین سال متمادی، در کمپ پناهندگان زندگی کردند. در راه این مهاجرت، خواهر کوچکتر ایونکا درگذشت.
در سال ۱۹۴۸ خانواده او به فرانسه نقل مکان کردند و در پاریس ساکن شدند. اعضای خانواده شیمانیتس از اعضای فعال در جامعه محلی بلاروس‌ها بودند. شیمانیتس در مدرسه عالی ملی هنرهای زیبا تحصیل کرد و سپس از دانشکده علوم انسانی سوربن فارغ‌التحصیل شد.
در سال ۱۹۵۹ ایونکا شیمانیتس با یانکا سورویلا، اقتصاددان، فعال سیاسی و مجری رادیویی بلاروسی ازدواج کرد و با او به مادرید نقل مکان کرد و درآنجا یک برنامه رادیویی به زبان بلاروسی را اجرا کردند که توسط اسپانیای فرانکو حمایت می‌شد.

## در کانادا
پس از بسته شدن ایستگاه رادیویی در سال ۱۹۶۵، یانکا و ایونکا سورویلا در سال ۱۹۶۹ به کانادا مهاجرت کردند، و در آنجا ایونکا به عنوان مترجم رسمی برای دولت فدرال شروع به کار کرد. او سرانجام رئیس بخش خدمات ترجمه در وزارت بهداشت کانادا شد.
در کانادا، ایونکا سورویلا یکی از اعضای فعال سازمان‌های محلی بلاروس شد.
در سال ۱۹۸۹، ایونکا سورویلا با کمک همسرش یانکا سورویلا و دوستانش زینیدا گیمپلویچ و پائولین پازکیویچ اسمیت، صندوق امداد کانادایی را برای قربانیان فاجعهٔ چرنوبیل در بلاروس ایجاد کرد. این مؤسسه خیریه کمک‌های پزشکی را به اشکال مختلف، از جمله بازدید متقابل کادر پزشکی بین کانادا و بلاروس، کمک‌های غذایی و فراهم آوردن امکانات بهداشتی برای کودکان در مکان‌های مختلف در داخل کانادا ارائه کرده است.

## در نقش رئیس‌جمهور
ایونکا سورویلا در سال ۱۹۹۷ به عنوان رئیس‌جمهور «رادای جمهوری دموکراتیک بلاروس» انتخاب شد. او نخستین رئیس‌جمهور زن رادا و نخستین رئیس‌جمهور منتخب پس از انحلال اتحاد جماهیر شوروی و ایجاد جمهوری مستقل بلاروس محسوب می‌شود.
سورویلا به‌طور منظم در ۲۵ مارس و مناسبت‌های دیگر برای جامعه بلاروسی کانادا سخنرانی می‌کند.
او یکی از امضاکنندگان مؤسس اعلامیه پراگ دربارهٔ وجدان اروپایی و کمونیسم است.
در سال ۲۰۱۳ او نشان الماس کانادایی جوبیلی ملکه الیزابت دوم را برای «کار مادام‌العمر خود در بازگرداندن دموکراسی به بلاروس» دریافت کرد.

## زندگی خصوصی
ایونکا سورویلا دو دختر دارد. یکی از دخترانش، ماریا پائولا سورویا (۱۹۶۴–۲۰۲۰) استاد موسیقی‌شناسی قومی در کالج وارتبورگ در واورلی، آیووا بود. همسرش یانکا سورویلا در سال ۱۹۹۷ در اتاوا درگذشت.
سورویلا نقاشی هم می‌کرد و به عنوان یک نقاش در بیش از ۳۰ نمایشگاه مشارکت هنری داشته است.